# Église Jésus-de-Nazareth d'Aldachildo
L'église Jésus-de-Nazareth est une église catholique romaine située à Aldachildo, dans l'archipel de Chiloé au Chili.

## Dédicace
L'église est dédiée à Jésus-Christ. En espagnol, elle s'intitule iglesia Jesús Nazareno.

## Caractéristiques
L'église est construite à Aldachildo,.
L'édifice est une construction en bois.

## Historique
L'église est répertoriée sur la liste des édifices en danger du Fonds mondial pour les monuments en 1996. Elle est classée comme monument national en 1999.
En 2000, avec 15 autres églises de l'archipel, l'église est inscrite au Patrimoine mondial par l'UNESCO.